# Kościół Apostoła Bartłomieja w Brennej
Kościół Apostoła Bartłomieja w Brennej – kościół ewangelicko-augsburski w Brennej, w województwie śląskim w Polsce. Należy do parafii ewangelicko-augsburskiej w Brennej-Górkach.

## Historia
Początkowo ewangelicy z Brennej należeli do parafii ewangelicko-augsburskiej w Ustroniu oraz parafii ewangelicko-augsburskiej w Skoczowie.
Kościół Apostoła Bartłomieja wybudowano w latach 1985-1988 i poświęcono 7 sierpnia 1988 r. Projektantem świątyni został Edward Kisiel. 
Kościół posiada 300 miejsc siedzących, jest budynkiem dwukondygnacyjnym na planie prostokąta. Na głównym poziomie znajduje się sala nabożeństw z emporą, chórem i organami. W niskim parterze zlokalizowane są sale katechetyczne oraz kuchnię i pomieszczenia sanitarne.
Samodzielna parafia obejmująca Brenną oraz Górki Małe i Górki Wielkie została utworzona w 1992 r.